# استیسی سیلور
استیسی سیلور (انگلیسی: Stacy Silver؛ زاده ۷ ژوئن ۱۹۸۱) یک بازیگر پورنوگرافی اهل جمهوری چک است. 